# M. King Hubbert
Marion King Hubbert, född 5 oktober 1903 Texas, USA, död 11 oktober 1989, var en amerikansk geolog och geofysiker, och professor.
Han formulerade en teori som förutsäger oljeproduktionen i ett oljefält eller ett land. Teorin kallas för Hubbert peak theory och förutsäger bland annat när oljeproduktionstoppen är nådd, därefter minskar produktionen. Hubbert förutsåg bland annat USA:s oljeproduktionstopp som inträffade på 1970-talet, cirka 40 år efter toppen av nya oljeupptäckter. Enligt samma teori förutspådde han en global oljetopp före år 2000, då oljeupptäckternas maximum var kring 1960-talet. Denna globala oljetopp tycks han dock ha förutspått fel med några tiotals år (2010–2030 är nuvarande[när?] antaganden). Hubberts teori omfattar även tillgången till metaller och ett flertal andra råvaror, dock ej förnybara energikällor. Han tilldelades Penrosemedaljen 1973.